# Atlantic Radio
Pour les articles homonymes, voir Atlantic.
 (septembre 2011).
Si vous disposez d'ouvrages ou d'articles de référence ou si vous connaissez des sites web de qualité traitant du thème abordé ici, merci de compléter l'article en donnant les références utiles à sa vérifiabilité et en les liant à la section « Notes et références ».
Atlantic Radio  est une station de radio marocaine fondée le 17 novembre 2006 et basée à Casablanca.
Sa programmation se concentre en majorité à l'information économique et l'actualité. Elle émet en français et en arabe.
C'est une filiale du groupe Eco-Medias, qui possède également L'Économiste et Assabah.
Le groupe est détenu majoritairement par l'homme d'affaires Zouheir Bennani (Label Vie - Carrefour Maroc  et Aradei Capital) et son associé Nader Mawlawi (Sunergia).  

## Historique
La radio est la propriété du groupe Éco-Médias, qui contrôle également
- L'Economiste
- Le journal arabophone Assabah.
- L’École privée de journalisme ESJC
- L'imprimerie Ecoprint

Son capital est historiquement détenu à 31,3 % par Marie-Thérèse Bourrut, alias Nadia Salah, et à 29,2 % par Abdelmounaïm Dilami, qui dirige le groupe Éco-Médias.
Formée par RFI, l'équipe initiale était dirigée par Younes Yamouni, directeur d'antenne et Nadia Salah, directrice des rédactions d'Éco Médias. 
Après le départ de Younes Yamouni, la direction des programmes est reprise pas Nadia Salah. Abdelatif Dilami nommera Laure Vignaux (ex-Sud Radio) comme responsable des programmes (elle quittera la station 8 mois plus tard pour Hit Radio à Rabat) et Khadija Redouane rédactrice en chef.  La matinale était assurée par Guillaume Cordeaux, les journaux par Lamia Bouzbouz (Maroc Export) et Khadija Jaber et la revue de presse par Jamal Azouaoui.
Dans la matinée, 3 émissions de RFI étaient rediffusées : Priorité santé, Grand reportage et Signes particuliers. La tranche de midi comme du soir se voulait informative, rythmée par des chroniques (À voir, à faire avec Laxmi Lota, Régions avec Hicham Essaouri et bien d'autres). 
Cette équipe est restée à peine une saison, les changements ayant été fréquents jusqu'en 2008. 
La formation initiale (jusqu'en Décembre 2006) de RFI a été chapeautée par Pierre-Yves Schneider, ancien rédacteur en chef d'Europe 2 et Sami Kleib, journaliste à Al Jazeera.
2007-2013 : Un format généraliste
Dès 2007, une stratégie de programme est mise en place avec notamment l'élaboration d'une programmation musicale généraliste adulte. 
En septembre 2007, Franck Mathiau, ex-directeur antenne Europe de RFI et ancien responsable musicale de RMC, prend les rênes de la direction d'antenne. Atlantic radio va s'orienter davantage vers un modèle de radio généraliste tout en restant fidèle son identité de radio économique dans les journaux. Parmi les changements majeurs : un nouveau logo et l'émission sociale Nwaddah Lik présentée par Chourouk Gharib de 14h à 16h GMT+1, va changer de tranche horaire pour se retrouver en milieu de matinée. Mathias Chaillot et Donia Hachem prennent les commandes du Grand Morning.
En 2012, l'émission citoyenne Les Experts présentée par Loubna Moussali est confiée à Faïçal Tadlaoui. Franck Mathiau va assurer une nouvelle version du Grand Morning avec davantage de musiques et de chroniques dont la chronique humoristique de Youssef Ksyier.
Amine Boushaba, rédacteur en chef, va laisser sa place à Bachir Thiam, ex-journaliste à l’Économiste (aujourd'hui à la communication de Royal Air Maroc) pour assurer l'information culturelle portée par l'émission Atlantic Café. Youssef Zeghari commence l'animation de l'émission musicale Disque d'or.
2013-2015 : Un format informatif
Fin 2013, Sébastien Nègre remplace Franck Mathiau à la direction d'antenne. Un tournant stratégique est progressivement opéré avec l'arrivée de nouvelles émissions sur l'actualité économique : Tableau de Bord, 100% Eco, L'Afrique en partage (avec 6 autres radios de 6 autres pays d'Afrique) présentés par Hafid El Jai, ancien rédacteur en chef du quotidien Le Soir. Charlotte Simonart, ancienne journaliste de la RTBF présente le Grand Morning ainsi qu'une émission quotidienne de débat sur l'actualité Les Décodeurs Atlantic. Fin 2014, Landry Benoit, ex-journaliste animateur de radio Aswat remplace Charlotte Simonart.
En 2015, la rédaction en chef est assurée par Ghizlane Ramzi. 100% Eco sera ensuite assurée par Adil Abdelali jusqu'à sa fin en juin 2017.
Depuis 2021, l'animation de la matinale est assurée par Adil Abdelali entre 7h et 10h (Atlantic Matin). 
Il y présente les deux programmes phares de la tranche : l'invité d'Atlantic et les Décodeurs Atlantic.

## Fréquences
- Agadir: 99,7MHz
- Casablanca: 92,5MHz
- El Jadida: 97,3MHz
- Fès: 98,8MHz
- Kénitra: 106,9MHz
- Marrakech: 90,5MHz
- Meknès: 97,2MHz
- Rabat: 106,9MHz
- Settat: 106,4MHz
- Tanger: 103,3MHz

## Émissions
- Les Décodeurs Atlantic : émission de débat et décryptage de l'actualité animé par Adil Abdelali. Les débats sont souvent animés et les décodeurs sont invités à exprimer leurs points de vue sans retenue sur des sujets politiques, économiques, géopolitiques et de société.
- Les Experts : émission citoyenne présentée par Badr Saoudi, Les Experts répondent aux questions des auditeurs sur les thématiques de l'assurance, l'immobilier, la banque, la prévoyance en présence d'avocats ou de spécialistes.
- Nwaddah Lik : émission sociétale présentée par Chourouk Gharib, Nwaddah Lik aborde les sujets de la vie quotidienne (santé, stress, éducation, alimentation, vie de couple et plusieurs autres sujet) et reçoit coachs, médecins et professeurs pour répondre aux questions des auditeurs.
- Disque d'Or : émission musicale présentée par Youssef Zghari, Disque d'Or aborde un thème différent à chaque fois (Festival de Woodstock, Grand Moments Live, Reprises de Chansons, Meilleures chansons de tous les temps d'après Rolling Stone magazine...) et nous présente une liste de chansons bien préparée ainsi que des informations complémentaires sur les chansons/artistes/contexte.

- Spoutnik : l’émission rock d’Atlantic radio. Un voyage « en orbite » dans l’histoire du rock, du reggae, du funk avec l’un des acteurs majeurs de la musique marocaine, Reda Allali[4].